# José de Paiva Martins
José de Paiva Martins (Coimbra, 10 de junho de 1903 — 1 de maio de 1975),OI foi um médico, subdelegado de Saúde de Maputo e Manjacaze, e Chefe dos Serviços de Saúde e Higiene da Província de Macau.

## Biografia
Dr. José de Paiva Martins, nasceu em Coimbra a 10 de junho de 1903, sendo filho de Domingos da Costa Martins, médico e de Adelaide da Conceição de Paiva Magalhães Martins. Teve quatro filhos, Helena Adelaide, Maria Luísa, José Luís, Jorge Domingos. Tirou o curso de Medicina, pela Faculdade de Coimbra. Teve a sua primeira nomeação, como médico de 2.ª classe, para o quadro de Saúde de Moçambique, por diploma de 24 de outubro de 1929, publicado no Boletim Oficial (B.O. n.º 47).

## Província de Moçambique
A 25 de março de 1930 (B.O. nº 14), foi colocado como subdelegado de Saúde de Mongincual. Recebeu guia para a Direção dos Serviços de Administração Civil em 2 de abril do mesmo ano, a fim de lhe ser fornecido transporte para Moçambique, onde se apresentou no dia 21 de abril de 1930. A 28 de agosto de 1934, foi promovido através do (B.O. , n.º 45) a médico de 1ª classe. Apresentou-se na Delegação de Saúde de Moconta a 7 de maio de 1935. No ano seguinte, apresentou-se na delegação de Saúde de Nampula a 7 de maio, onde ficou a desempenhar temporariamente as funções de adjunto da mesma delegação. Por (B.O. , n.º 15) do dia 2 de dezembro de 1936, foi colocado como subdelegado de Saúde de Maputo, no distrito de Lourenço Marques. A 27 de março de 1940, foi exonerado do cargo de subdelegado de Saúde de Maputo, por ter terminado a sua comissão de serviço, e colocado como subdelegado de Saúde de Manjacaze, tendo tomado posse do referido lugar de subdelegado de Saúde em 17 do mesmo mês.
A 14 de março de 1946, pelo telegrama n.º 372 (B.O. ,n.º 18), foi promovido a médico-inspetor e colocado em Angola (B.O. ,n.º 25). No dia 19 de junho do mesmo ano é exonerado do cargo de subdelegado de saúde de Manjacaze (B.O. ,n.º 26).

## Província de Angola
Colocado, na Província de Angola e promovido a médico-inspetor, por portaria ministerial de 14 de março de 1946, em conformidade com o telegrama n.º 344 (B.O. ,n.º 17), de 23 de abril do mesmo ano, de Sua Ex.ª o Ministro do Ultramar. Foi colocado como Inspetor do circulo Sanitário do Bié, a 24 de setembro de 1947, pelo (B.O. ,n.º41). Nomeado por despacho de 22 de março , professor da Escola Provincial de Enfermagem do Bié, para o ano letivo de 1948/49 (B.O. ,n.º12). Foi também nomeado, professor das enfermeiras-parteiras indígenas para o ano letivo de 1950/51 da Escola de Silva Porto.
Em 1952 é transferido da Inspeção dos Serviços de Saúde e Higiene e nomeado chefe da 1.ª repartição da mesma direção - Repartição médica (B.O. ,n.º 9). Apresentou-se, na direção, em 17 de março, onde tomou posse e prestou o legal compromisso de honra do lugar de Chefe da 1.ª Repartição da Direção dos Serviços de Saúde e Higiene - Repartição médica - na mesma data (B.O. ,n.º13). Nomeado vogal da Junta Médica de Revisão, a 30 de abril, para o segundo quadrimestre de 1952 (B.O. ,n.º18). Exonerado do cargo de Chefe de Repartição dos Serviços de Saúde e Higiene, a 14 de julho (B.O. ,n.º 31). Nomeado, a 25 de agosto, Presidente da Junta médica de Revisão (JMR), durante o terceiro quadrimestre de 1952 (B.O. ,n.º35). A 19 de setembro de 1953, Dr. de Paiva Martins, foi colocado na Direção dos Serviços de Saúde e Higiene e nomeado chefe da 1.ª Repartição (B.O. ,n.º40). A 12 de janeiro de 1955, foi nomeado vogal da Junta Médica de Revisão, durante o 1.º quadrimestre (B.O. ,n.º2). Nomeado por portaria no dia 30 de abril do mesmo ano, para fazer parte da JMR, como presidente no 2.º Quadrimestre (B.O. ,n.º18). Por Portaria Ministerial de 15 de abril, promovido a médico-chefe e colocado na Província de Macau, na vaga resultante na promoção de Inspetor-Superior de Saúde do Ultramar, do Dr. Aires Pinto Ribeiro (B.O. ,n.º 20). A 6 de setembro embarcou, com destino a Macau (B.O. ,n.º 36), por ter sido promovido a Médico-chefe e colocado naquela província ultramarina.

## Província de Macau
A 15 de outubro de 1955, tomou posse do cargo de médico-chefe do quadro médico comum do Ultramar e assumiu, na mesma data, as funções de Chefe dos Serviços de Saúde e Higiene desta província, para que foi nomeado por Portaria Ministerial de 15 de abril, transcrita no (B.O. ,n.º21 de 21 de maio). Por despacho de 20 de outubro, nomeado presidente do Conselho Administrativo de Saúde, a partir de 21 do mesmo mês. Foi nomeado representante de Portugal na 7.ª Sessão do Comité Regional do Pacifico Ocidental da O.M.S. , que se realizou em Manila, Republica das Filipinas. Foi eleito vice-presidente da referida 7.ª Sessão (Relatório do Delegado de Portugal).
Por despacho de S. Exa. o Ministro do Ultramar, de 30 de janeiro (ofício n.º 199/P.º B-23-E (da D.G. de Adm. Pol. e Civil do Ministério do Ultramar)), foi designado para representar os Serviços de Saúde de Macau na 8.ª Sessão do Comité Regional para o Pacífico Ocidental da O.M.S., a realizar em Hong Kong, em setembro.
Por Portaria (P) de 16 de março (B.O. ,n.º11), nomeado vogal da comissão de estudos e de valorização dos recursos económicos de Macau, criado por (P n.º 5977 de 16 do mesmo mês). A 17 de março é novamente designado, para representar Portugal, na 9.ª Sessão do Comité Regional da O.M.S., para o Pacifico Ocidental, a realizar em Manila. Em 12 de junho de 1958 é nomeado Presidente do Júri para as provas do Exame dos cursos elementar e normal da Escola de Enfermagem dos Serviços de Saúde, do ano letivo 1957/58. Por despacho 10 de março de 1960, é nomeado presidente do Conselho administrativo de Saúde. Nomeado, mais uma vez, para representar Portugal na 11.ª Sessão do Comité Regional para o Pacifico Ocidental, a qual se realizou em Manila, Filipinas, ai é eleito como relator da língua francesa. Na sessão 13.ª no Comité Regional da O.M.S., é novamente eleito para representar Portugal.

## Condecorações e Louvores

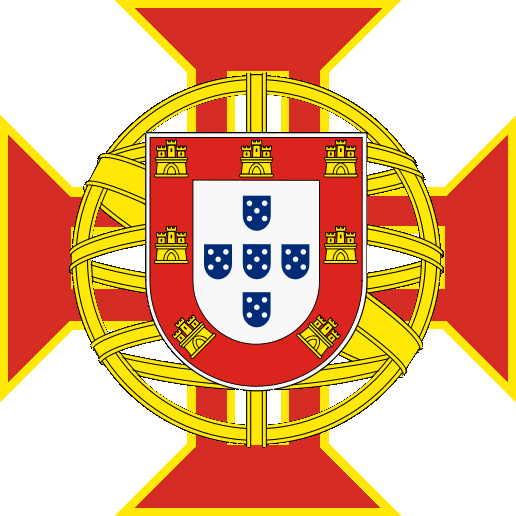
Ordem do Império

Agraciado, por decreto de 28 de outubro de 1946, e publicado no Diário do Governo n.º89, de 18 de abril de 1947, II Série, com o grau de oficial da Ordem do Império Nacional;
Louvado, por portaria do Governo-Geral de Moçambique de 1 de novembro de 1944 - (B.O., n.º45), «pela inteligência, competência, muita actividade e dedicação com que tem desempenhado o cargo de Subdelegado de Saúde dos Muchopes».
Louvado, por portaria do Governo-Geral da Província de Angola de 16 de setembro de 1953 - (B.O. ,n.º 37), «pelo zelo, competência e invulgar dedicação pelo serviço com que desempenhou, interinamente, o cargo de Director dos Serviços de Saúde, em que prestou a este Governo-Geral a melhor colaboração e demonstrou notáveis qualidades de competência, orientação, lealdade e inteligência e profundo conhecimento de todos os aspectos da actividade dos Serviços, para cujo melhoramento, com a maior dedicação, desenvolveu acção notável e muito profícua».
Louvado, por portaria do Governo da Província de Macau de 7 de março de 1957 - (Suplemento ao B.O. n.º33), « pela sua dedicação e muito zelo no exercício do seu cargo, nele evidenciando elevadas faculdades de trabalho e muito competência, manifestando-se um bom colaborador».
Louvado, por portaria do Governo da Província de Macau de 10 de outubro de 1958 - (B.O. ,n.º42), «pelo trabalho notável desenvolvido na chefia especialmente em relação com as várias obras do Plano de Fomento e com a instalação e melhoria do novo Hospital Central Conde S. Januário».
Louvado, por portaria do Governo da Província de Macau de 17 de agosto de 1963 - (Suplemento ao B.O. ,n.º33), «pela competência  profissional, dedicação pelo serviço e espírito de iniciativa evidenciado no, exercício difícil cargo de Chefe dos Serviços de Saúde e Higiene de Macau, que exerceu mais de sete anos, numa luta esforçada e constante contra as dificuldades próprias do meio, em especial na execução das campanhas sanitárias do maior interesse e alcance para a defesa de saúde publica».